# Hylaeamys
Hylaeamys é um gênero de roedor da família Cricetidae. Ocorre nas florestas úmidas do leste da Cordilheira dos Andes. Musser e Carleton (2005) incluíram as espécies no gênero Oryzomys, entretanto, estudos cladísticos demonstraram uma maior relação das espécies com os gêneros Euryoryzomys, Transandinomys, Nephelomys, Oecomys e Handleyomys.

## Espécies
- Hylaeamys acritus (Emmons & Patton, 2005)
- Hylaeamys laticeps (Lund, 1840)
- Hylaeamys megacephalus (Fischer, 1814)
- Hylaeamys oniscus (Thomas, 1904)
- Hylaeamys perenensis (J.A. Allen, 1901)
- Hylaeamys tatei (Musser, Carleton, Brothers & Gardner, 1998)
- Hylaeamys yunganus (Thomas, 1902)